# 米西茨
米西茨是德国图林根州的一个市镇。总面积4.42平方公里，总人口300人，其中男性151人，女性149人（2011年12月31日），人口密度68人/平方公里。